# Ardisiaväxter
Ardisiaväxter (Myrsinaceae) är en familj trikolpater med ca 1435 arter, fördelat på 41 släkten.
Familjen innehåller örter, buskar, träd och lianer. Bladen är vanligen motsatta, spiralställda eller kransställda, de är oftast enkla, helbräddade till tandade eller vågiga. Blommorna är tvåkönade, ofta i kvast, tre- till sjutaliga, vanligast är dock fyra- femtaliga blommor. Frukten en kapsel eller ett bär.
Flera släkten som tidigare fördes till viveväxter förs nu till ardisiaväxterna.